# Sədərək (rayon)
Sədərək (ook geschreven als Sadarak) is een district in Azerbeidzjan.
Sədərək telt 14.600 inwoners (01-01-2012) op een oppervlakte van 151 km²; de bevolkingsdichtheid is dus 96,7 inwoners per km².